# أول تومسن
أول تومسن (بالنرويجية البوكمول: Ole Thomsen)‏ هو عازف جاز وملحن نرويجي، ولد في 28 نوفمبر 1952 في برغن في النرويج.

## وصلات خارجية
- أول تومسن على موقع ميوزك برينز (الإنجليزية)
- أول تومسن على موقع ديسكوغز (الإنجليزية)